# Karlstad av idag och igår
Karlstad av idag och igår är en svensk dokumentärfilm från 1978 i regi av Åke Hermanson. Filmen skildrar Karlstads historia och premiärvisades den 12 februari 1978 på biograf Arenan i samma stad.